# Schmannewitz
Schmannewitz ist ein Ortsteil der Stadt Dahlen im Landkreis Nordsachsen in Sachsen und staatlich anerkannter Erholungsort.

## Geschichte
Der um die Mitte des 12. Jahrhunderts als Straßenangerdorf entstandene und jetzt ungefähr 600 Einwohner zählende Ort wurde bereits 1198 bei einer Schenkung an das Nonnenkloster Sitzenroda zum ersten Male urkundlich erwähnt.
Auf einer sich etwas über die Dorfstraße erhebenden Anhöhe mitten im Ort wurden die Kirche Schmannewitz (1731–32) und Pfarrhaus errichtet. Wegen ihres Baumeisters George Bähr, des Erbauers der Dresdner Frauenkirche, gilt sie als die bedeutendste Sehenswürdigkeit in Schmannewitz.
Am Südrand des großen zusammenhängenden Waldgebietes Dahlener Heide in Sachsen gelegen, galt Schmannewitz schon vor dem Ersten Weltkrieg als Erholungsort. Als Begründer der Schmannewitzer Sommerfrische gilt der Zoologe und Weltreisende Alfred Brehm (1829–1884), dem zu seinem 50. Todestag  der in der Heide gelegene Gedenkstein Brehms Ruhe gewidmet wurde.

## Wirtschaft und Freizeit
1996 entstanden in Schmannewitz zwei Rehabilitations-Kliniken: Die Christiaan-Barnard-Klinik für Herz- und Kreislauferkrankungen, onkologische und psychosomatische Erkrankungen sowie die Rehabilitationsklinik Dahlener Heide für Orthopädie sowie Psychosomatik und Psychotherapie. Ursprüngliche Betreiber waren die RHM Klinik- und Altenheimbetriebe sowie die Dengg Kliniken. Seit 2016 gehören beide Kliniken als Median-Zentrum für Rehabilitation Schmannewitz zur Unternehmensgruppe Median Kliniken.
Neben vielfältigen Freizeitmöglichkeiten wie Wandern, Radtouren und Nordic-Walking bietet der Ort ein Freibad mit Wasserrutsche.
Der Ort ist Station des Enduro-Grand Prix „Rund um Dahlen“, der eine lizenzierte Strecke der Deutschen Meisterschaft ist.
Die Evangelisch-Lutherische Landeskirche Sachsens betreibt seit 1955 in Schmannewitz ein Rüstzeitheim, also ein Erholungs- und Fortbildungszentrum.

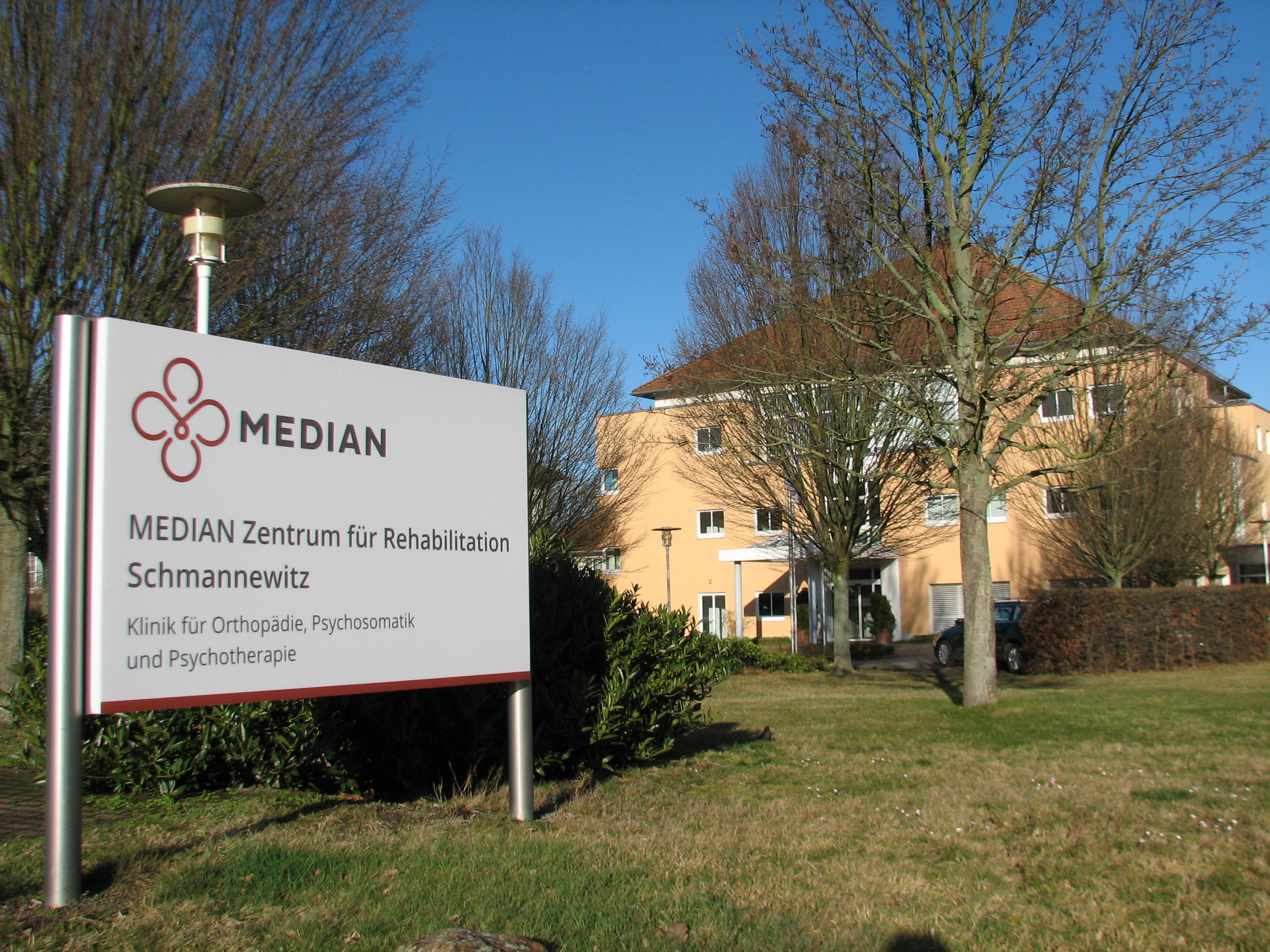
Median-Rehabilitationszentrum Schmannewitz, Klinik für Orthopädie, Psychosomatik und Psychotherapie
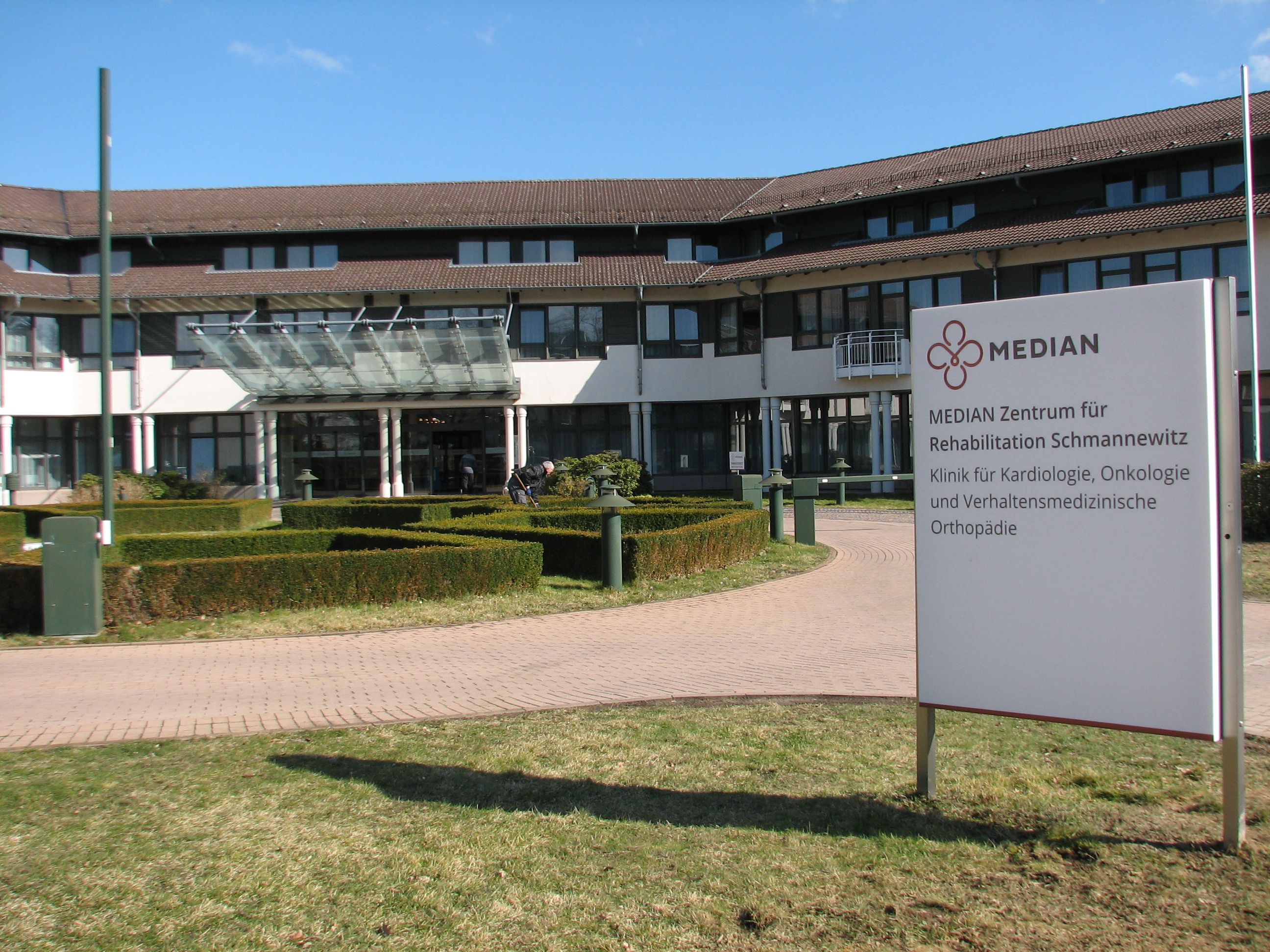
Median-Rehabilitationszentrum Schmannewitz, Klinik für Kardiologie, Onkologie und Verhaltensmedizinische Orthopädie
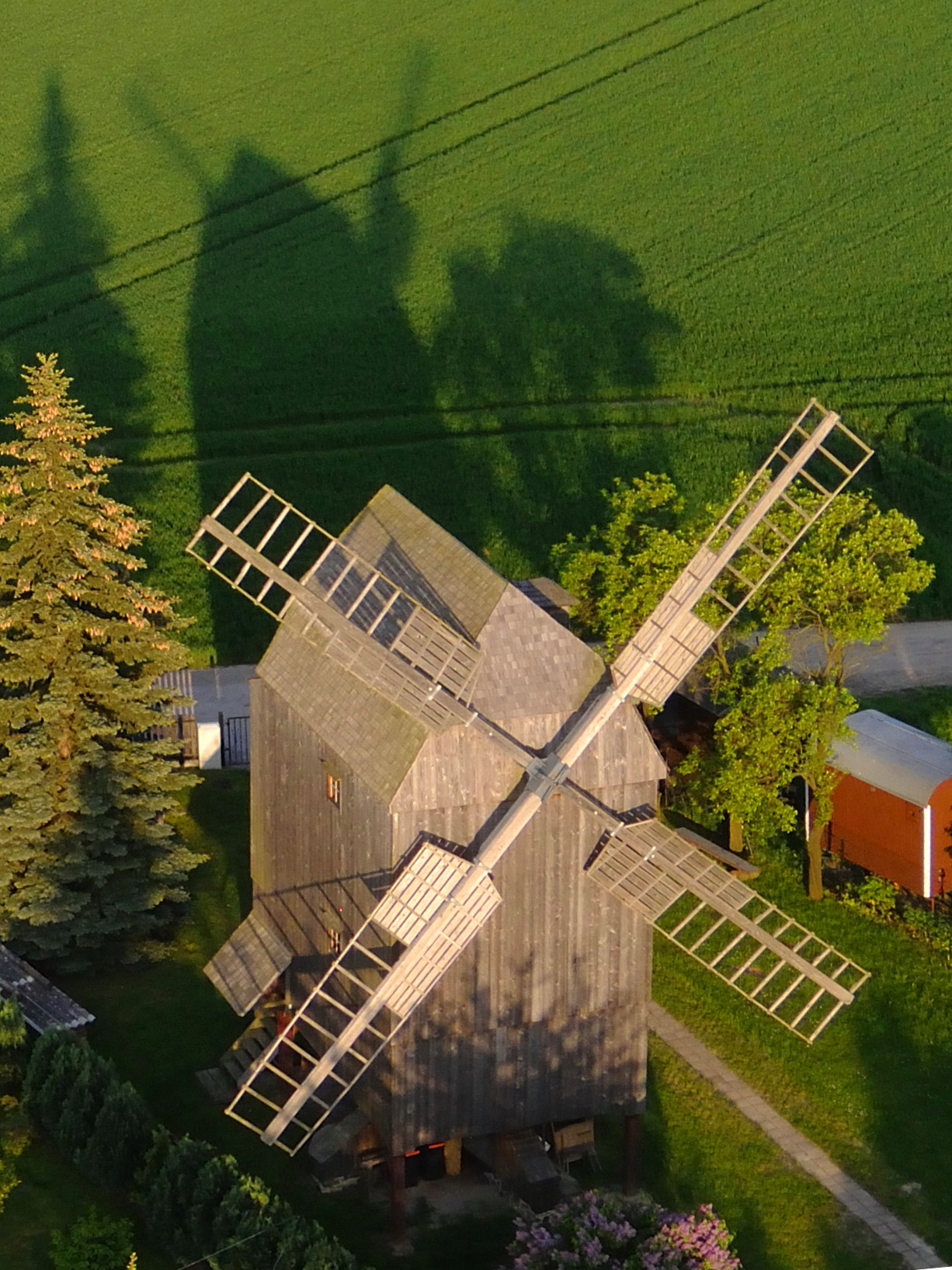
1879 erbaute Bockwindmühle
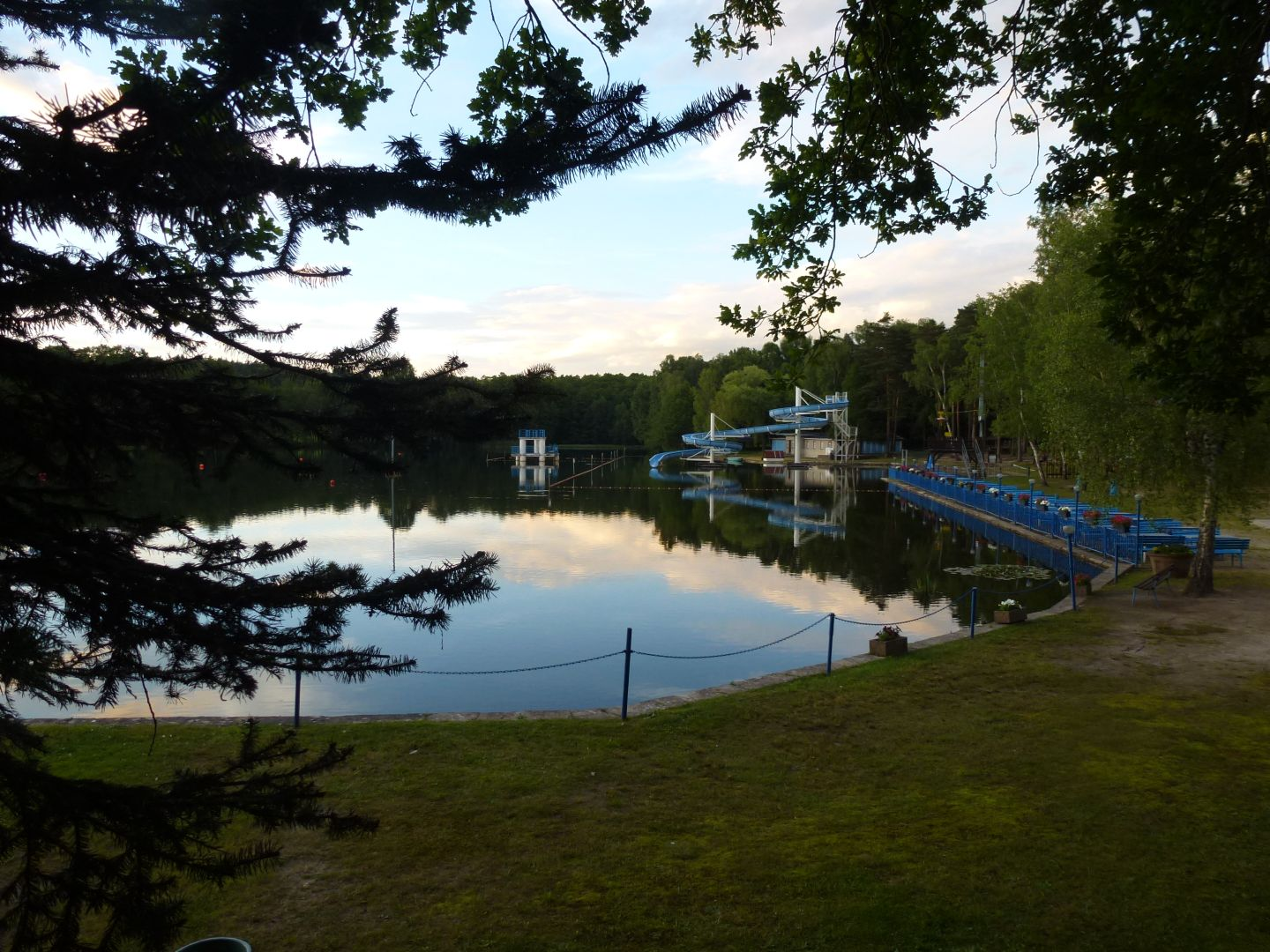
Waldbad
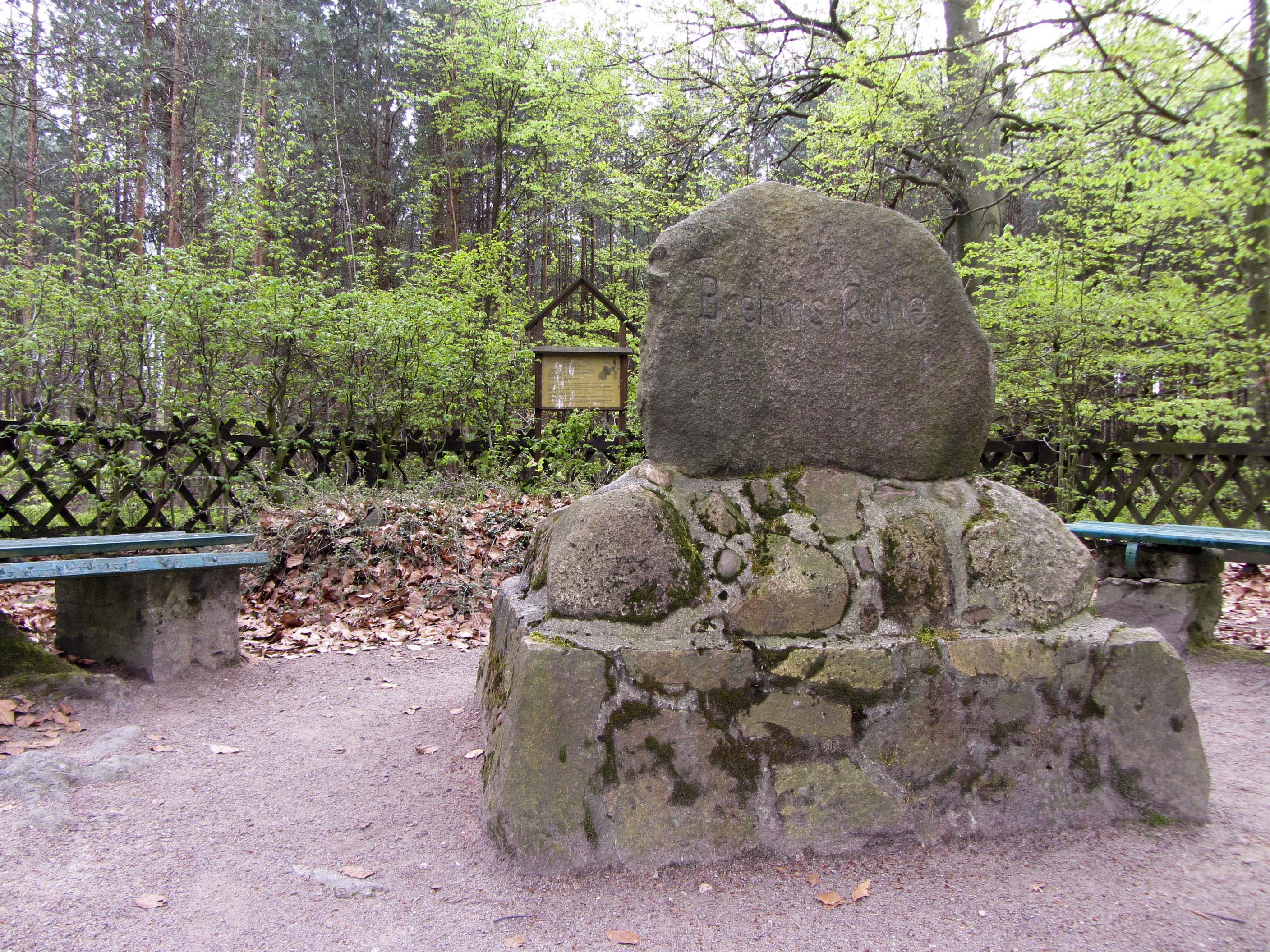
Gedenkstein Brehms Ruhe

## Sehenswürdigkeiten

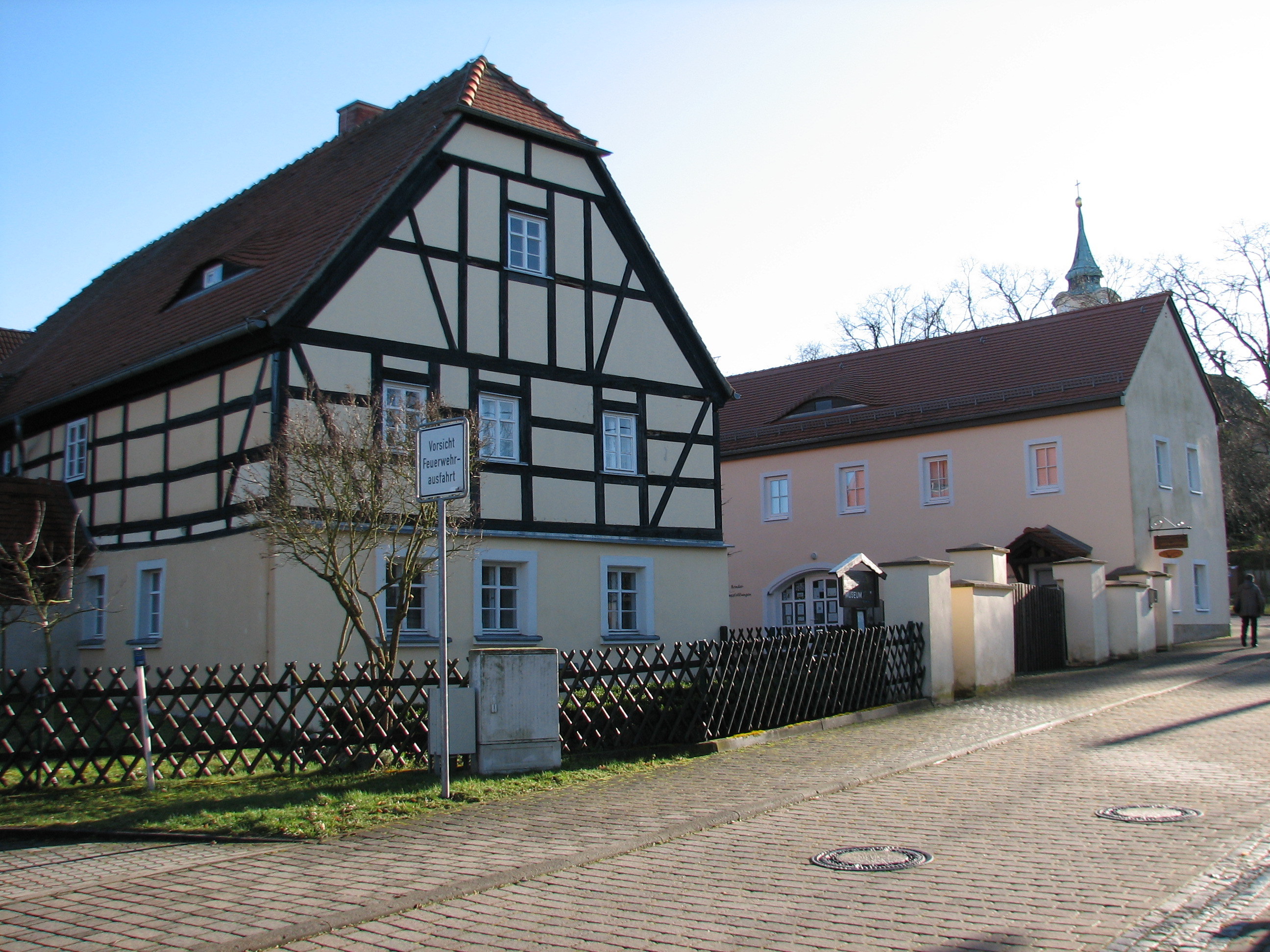
Bäuerliches Museum Schmannewitz (Foto von 2020)

- Kirche Schmannewitz, erbaut 1731/32 von George Bähr
- Bockwindmühle von 1879 am Ortsrand
- Bäuerliches Museum Schmannewitz[9], in dem alte bäuerliche Geräte, Werkzeuge und Maschinen zur Feld- sowie Haus- und Hofarbeit zu sehen sind. Alte Arbeitstechniken wie das Schafscheren, Schaudreschen oder Spinnen werden dort vorgestellt.
- In der Liste der Kulturdenkmale in Dahlen (Sachsen) sind für Schmannewitz 27 Kulturdenkmale aufgeführt.

## Persönlichkeiten

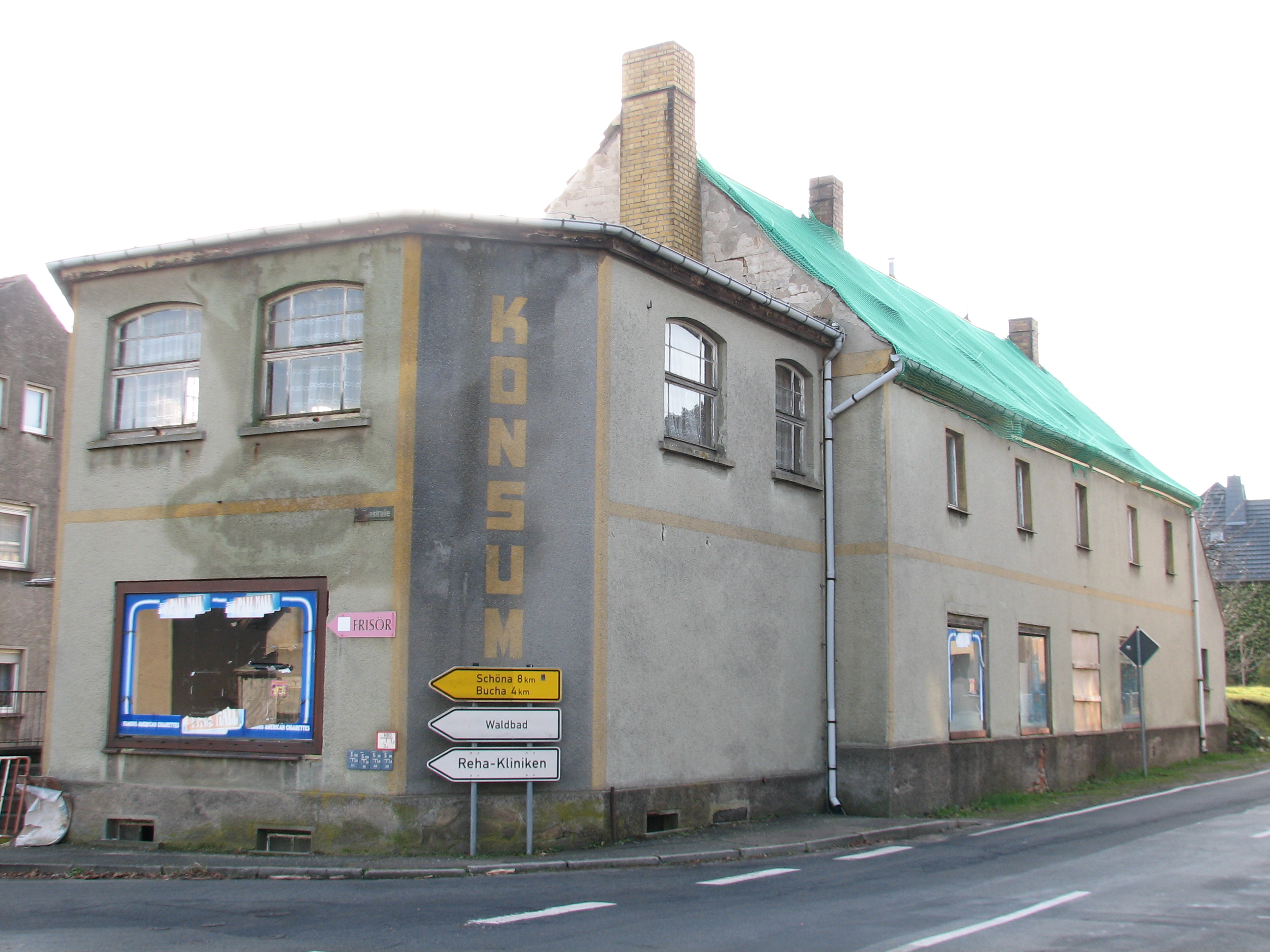
Die einstige Konsum-Verkaufsstelle in Schmannewitz (Foto vom 9. Februar 2020) war zuvor das Café Jacob, der erste Auftrittsort der Jacob Sisters in jungen Jahren als Schmannewitzer Heidelerchen

- Jacob Sisters, Gesangsgruppe (ursprünglicher Name: Schmannewitzer Heidelerchen)
- Johann Georg Lorenz, Pädagoge (1627–1689)
- Siegfried Schulze (1925–2013), Hochschullehrer für Versicherungsrecht an der Martin-Luther-Universität Halle-Wittenberg bis 1990 und Rechtsanwalt